# Hymenaea travassii
Hymenaea travassii là một loài thực vật có hoa trong họ Đậu. Loài này được L.E.Paes miêu tả khoa học đầu tiên.